# Buda (Hungria)

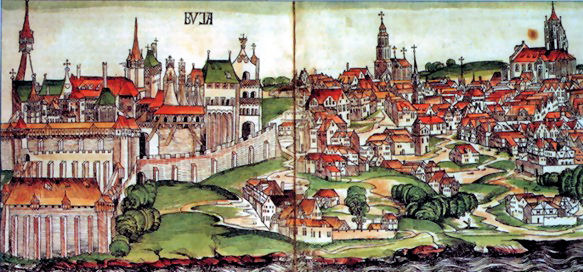
Buda como ilustrada na Crônica de Nuremberg

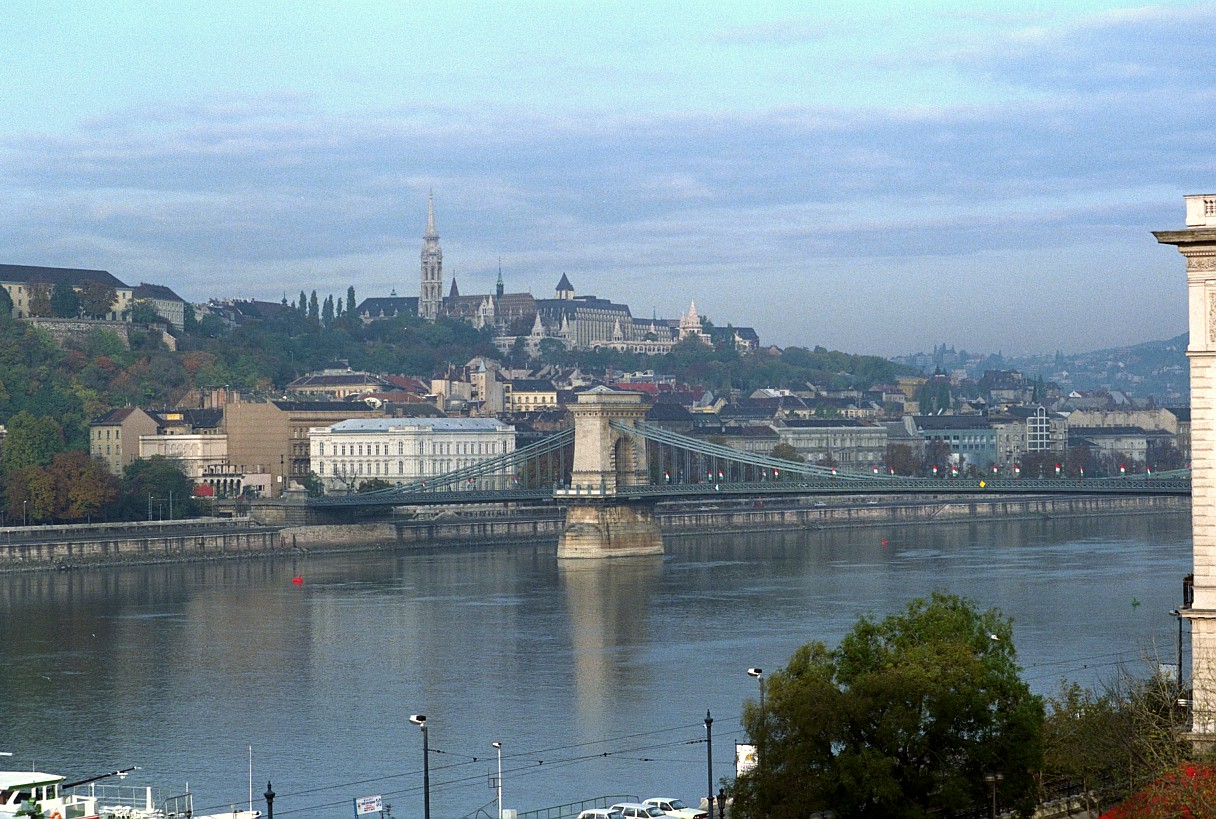
Buda vista a partir de Peste

Buda (Buda, em húngaro; Ofen, em alemão; Budim, em croata; Budín, em eslovaco; Будим ou Budim, em sérvio; Budin, em turco) é a porção ocidental da cidade de Budapeste, capital da Hungria, e está localizada na margem direita do rio Danúbio. Segundo o Dicionário Onomástico Etimológico da Língua Portuguesa, de J.P. Machado, há dúvidas sobre a etimologia do termo "Buda", que poderia provir do nome de um irmão de Átila ou do vocábulo eslavo buda ("cabana"). Outra fonte registra como possível origem o termo eslavo voda, que significa "água", com referência ao nome da cidade romana de Aquinco, cujas ruínas localizam-se perto de Buda.
Buda representa cerca de um-terço do território de Budapeste e é em grande parte coberta por florestas e colinas. Costuma estar associada, atualmente, a altos padrões de vida. Suas atrações turísticas mais conhecidas são o Castelo de Buda, a Cidadela, a Igreja Matias e o Bastião dos Pescadores.

## História
Buda foi a capital da Hungria de 1361 até sua captura pelo Império Otomano, em 1541; a capital húngara foi então transferida para Pozsony (atual Bratislava). Em 1686, Buda foi conquistada pela Áustria, mas a devastação causada pela guerra com os otomanos levou o governo habsburgo a incentivar a migração de alemães para a cidade. Buda foi declarada Cidade Real Livre em 1703 e voltou a tornar-se a capital da Hungria em 1784. Em 1873, foi unida às cidades de Peste e de Ôbuda para formar a cidade de Budapeste.